# 326 تمارا
326 تمارا هو كويكب من النوع سي يقع في حزام الكويكبات.الرئيسي وربما يتكون من المواد الكربونية.
وقد اكتشف قبل الفلكي النمساوي يوهان بليسا في 19 مارس 1892 في فيينا.سمي باسم تامار ملكة جورجيا

## اقرأ أيضا
- حزام الكويكبات
- عائلة كورونيس
- كويكب من النوع أس
- كورونيس 158
- اوردا 167
- 263 درسدا
- 277 الفيرا

## وصلات خارجية
- 326 تمارا في قاعدة بيانات مختبر الدفع النفاث لأجرام النظام الشمسي الصغيرة

- الاكتشاف · مخطط المدار ·  العناصر المدارية · المعلمات المادية